# Stara Wieś (Pszczyna)
Stara Wieś (deutsch Altdorf) ist ein Stadtteil von Pszczyna im Powiat Pszczyński der Woiwodschaft Schlesien in Polen.

## Geschichte

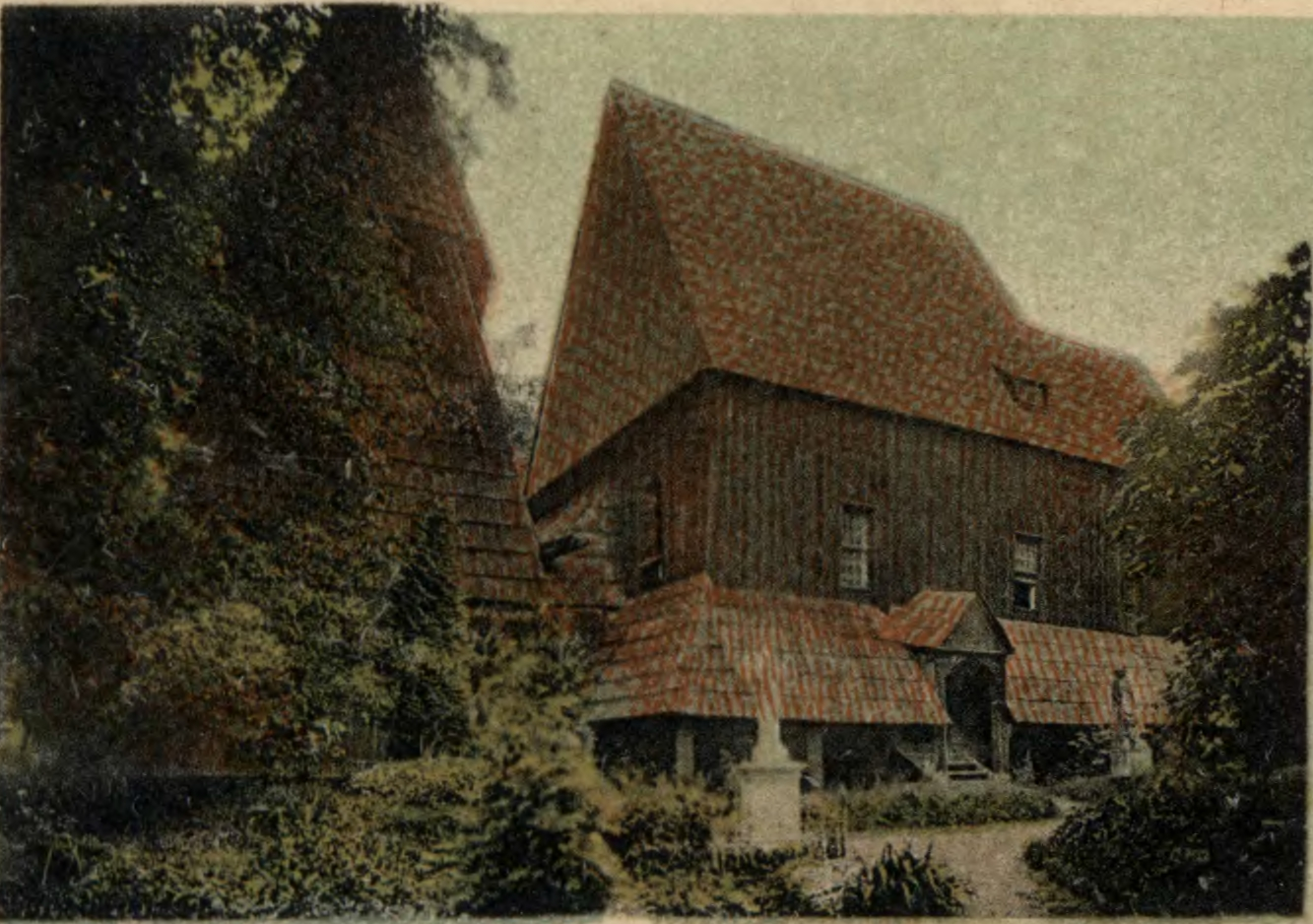
Hedwigkirche um 1905

Bis 1177/1178 gehörte dieses Land zu Kleinpolen und kam dann zum Herzogtum Ratibor, das von den Schlesischen Piasten regiert wurde. Aus dieser Zeit rührte auch die bis 1821 bestehende Zugehörigkeit zum Bistum Krakau.
Stara Wieś ist wahrscheinlich die Stelle, wo bei einem kleinen Burgwall und hölzernen Kirchlein (später der Heiligen Hedwig, konnte schon um das Jahr 1200 existieren) sich die ursprüngliche Siedlung Pszczyna entwickelte, und zwar vor der Gründung der Stadt in der zweiten Hälfte des 13. Jahrhunderts. Am Ende des 13. Jahrhunderts wurde in Oberschlesien eine große Besiedlungsaktion begonnen. Damals entstand nebenbei eine Neusiedlung mit anderer Bebauung. Das Dorf wurde im Jahre 1408 als Aldedorf erstmals urkundlich erwähnt, und dann als Starowes (1517, als es mit der Freien Standesherrschaft Pleß verkauft wurde), Aldendorff (1536), Aldendorf (1572), Aldorf (18. und 19. Jahrhundert), Starawieś (in der Zwischenkriegszeit).
Im Jahre 1598 wurde die Holzkirche in Antiqua Villa von Krzysztof Kazimirski, einem Visitator des Bistums Krakau, besucht. Laut seinem Bericht war die Kirche in der Hand von Lutheranern.
In der Volksabstimmung in Oberschlesien über die künftige politische Zugehörigkeit Oberschlesiens 1921 votierten 740 (65,3 %) von 1135 Wählern für Polen, demgegenüber standen 411 (34,7 %) Stimmen für Deutschland.
Nach der polnischen Annexion Ost-Oberschlesiens 1922 gehörte Stara Wieś zu Polen. Unterbrochen wurde dies nur durch die Besetzung Polens durch die Wehrmacht im Zweiten Weltkrieg. Die Kirche wurde im September 1939 von den Kriegshandlungen zerstört.
Der bei der Kirche liegende Teil wurde schon in der Zwischenkriegszeit nach der Stadt Pszczyna eingemeindet. Der übrige Teil wurde zunächst nach dem Krieg eingemeindet, in den Jahren 1990–1999 wieder als sołectwo unabhängig, am 1. Januar 1999 trotz des Widerspruchs der Einwohner wiedereingemeindet.